# Josie de Guzman
Josie de Guzman (...) è un'attrice, cantante e ballerina statunitense, nota soprattutto per il suo lavoro nei musical di Broadway.
Debuttò a Broadway nel 1978 con il musical Runaways, in cui interpretò Lidia e curò le traduzioni dall'inglese allo spagnolo. Nel 1979 recitò nei panni di Gia Campbell in Carmelina e l'anno successivo fu Maria nella produzione di West Side Story con Debbie Allen e Ken Marshall; per la sua interpretazione in West Side Story fu candidata al Tony Award alla miglior attrice non protagonista in un musical.
La sua ultima apparizione a Broadway risale al 1992, quando interpretò Sarah Brown nel revival di Broadway di Guys and Dolls con Nathan Lane, Peter Gallagher, Faith Prince e J.K. Simmons. Per la sua performance fu candidata al Tony Award alla miglior attrice protagonista in un musical, ma il premio andò alla collega Faith Prince.
Interprete prevalentemente teatrale, la Guzman si dedicò di tanto in tanto a ruoli in televisione e in alcuni film. I suoi crediti sul piccolo schermo includono The Tenth Month (1979), Miami Vice (1984), Reading Rainbow (1998) e Squadra emergenza (2002). Apparve inoltre nei film F/X - Effetto mortale (1986) e F/X 2 - Replay di un omicidio (1991).